# معرض دبي الدولي للسيارات
معرض دبي الدولي للسيارات هو معرض سيارات يقام كل سنتين في إمارة دبي، في الإمارات العربية المتحدة. نظرًا للاهتمام الكبير بالسيارات باهظة الثمن في دبي، فإنها تجتذب العديد من مصنعي السيارات وشركات الضبط وغيرها من الشركات ذات الصلة، بما في ذلك الشركات المصنعة الكبرى للسيارات الخارقة.

صور من معرض دبي للسيارات 

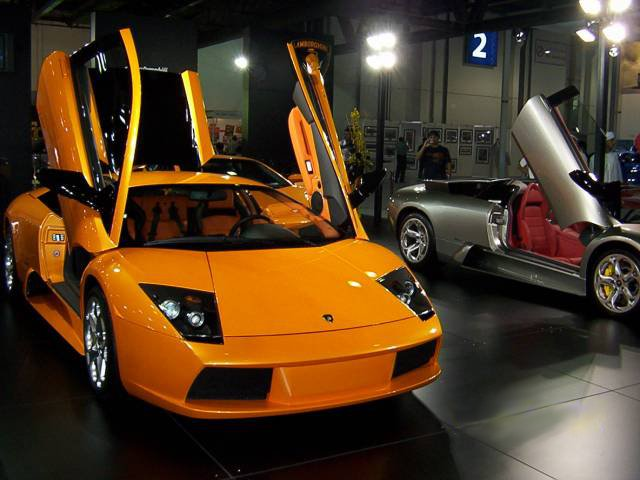
لامبورغيني سعرها 1.2 مليون درهم (3.6 دراهم = 1 دولار أمريكي)
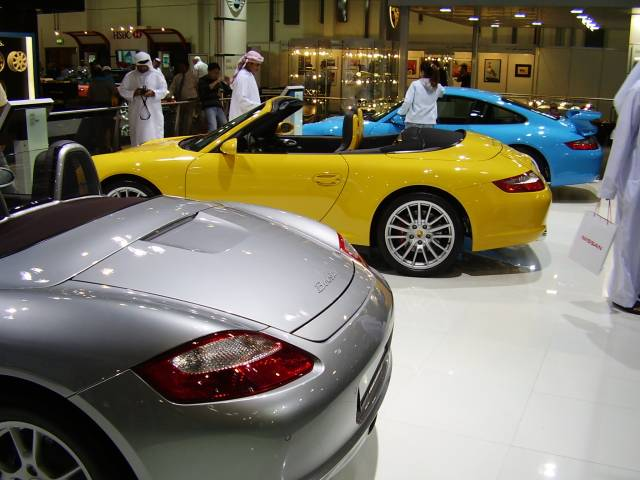
بورش بوكستر وبورش كاريرا

## 2024
يبدأ المعرض من 10 إلى 12 ديسمبر
- فيراري بوروسانجوي
- بورشه تايكان كروس توريزمو
- لامبورغيني ريفويلتو
- بي إم دبليو i7
- تسلا سايبر تراك
- رولز رويس سبيكتر
- بوجاتي شيرون سوبر سبورت
- أودي RS e-tron GT

## 2017
- شيفروليه كورفيت سي7
- ديفيل سيكستي
- ديفيل سيكستين
- مكلارين 720 أس

## 2015
- فينير سوبرسبورت

## 2011
- بي إم دبليو 750Li "إصدار الإمارات العربية المتحدة"
- برابوس CL V12 800 كوبيه
- برابوس E V12 800 كوبيه
- بوجاتي فيرون جراند سبورت أصفر أسود كربون
- بوجاتي فيرون جراند سبورت أزرق كاربون ألومنيوم
- بوجاتي فيرون جراند سبورت ألومنيوم كاربون أخضر
- شيفروليه تريل بليزر[2]
- دي ماكروس GT1
- جاغوار أكس جي المجموعة الرياضية
- جاغوار أكس جي السريعة
- لاند روفر رينج روفر إيفوك من ستارتيك
- نيسان جوك-R
- منصوري كونتيننتال جي تي
- المنصوري رنج روفر سبورت
- مرسيدس بنز SLS أيه أم جي رودستر

## 2009
- فن. جي ستريت لاين
- برابوس GLK V12[3]
- بوجاتي فيرون جراند سبورت سولاي دو نوي
- بوجاتي فيرون سانج دارجنت
- بوجاتي فيرون
- جيمبالا جي تي 500 ايرو 3
- كيا كادينزا
- حركة كيبلر
- مرسيدس-بنز أس أل أس أيه أم جي 63 "ذهبي الصحراء"
- مرسيدس بنز جي 55 ايه ام جي النسخةة 79
- بورش كايان "الإصدار الذهبي"
- زينفو ST1

## 2007
- كليمان ML63K
- مايباخ 57 و62[4]
- إس إس سي ألتيميت ايرو

## 2005
معرض الشرق الأوسط الدولي الثامن للسيارات 2005، الحدث الأول الذي يقام كل سنتين لقطاعات السيارات وما بعد البيع المقرر عقده في الفترة من 12 إلى 16 ديسمبر 2005 في مركز دبي الدولي للمؤتمرات والمعارض.
- برابوس مرسيدس بنز يونيموج U500 الإصدار الأسود
- تصميم مرسيدس بنز S500 الممتد
- دي سي ديزاين دي سي ستار XS[6]
- مرسيدس بنز 63 أيه أم جي

## روابط خارجية
- معرض دبي للسيارات نسخة محفوظة 1999 -10-02 على موقع واي باك مشين.
- ""سيارات لامبورغيني وبوغاتي معروضة للبيع في معرض دبي للسيارات"". Edmunds.com. 21 ديسمبر 2005. مؤرشف من الأصل في 2007-04-20.